# 備前市立図書館
備前市立図書館（びぜんしりつとしょかん）は、岡山県備前市にある公共図書館。

## 概要
備前市立図書館は、備前市西片上17番地2にある備前市立図書館の本館。
備前市が管理運営する図書館には、備前市立図書館、備前市立図書館日生分館、備前市立図書館吉永分館があり、公民館図書室は8室ある。
全館の蔵書数（自動車文庫を含める）は155,007冊で、年間貸出数は72,151冊である（2021年〈令和3年〉度統計）。

## 歴史
備前市立図書館は、2005年（平成17年）3月22日に旧備前市、日生町、吉永町が合併したことにより、それぞれの市町にあった図書館施設をそのまま引き継いで、本館・日生分館・吉永分館として開館した。同日に備前市立図書館設置条例が備前市議会によって可決された。
吉永分館は、2016年（平成28年）10月1日に旧吉永町議会棟から子育て交流センター内ふれあい交流館に移転し、開館。現在、旧吉永町議会棟は解体撤去されている。
備前市は、図書館からまちづくり・人づくりを展開していく狙いで、中央図書館・分館の他、公民館、学校図書館、ご近所図書館（私設）、おうち文庫・縁側文庫を「まちじゅうどこでも図書館」とする取り組みを行っている。

### 施設構造
建物概要
地上4階（うち図書館:地上3階）
延床面積：277.71m²

### サービス
図書の館内利用は誰でも可能であるが、館外貸出には利用者登録が必要で備前市在住・在勤・在学者のみが可能となっている。また、赤穂市・上郡町(近隣市町)、もしくは岡山市・玉野市・瀬戸内市・赤磐市・真庭市・津山市・和気町・早島町・美咲町・吉備中央町・久米南町（岡山連携中枢都市圏）との図書館相互利用が行われており、その地域に在住の場合は利用者登録をすることで図書の貸出ができるようになる。
月に一度、約2,500冊の本を積んだ自動車文庫が市内各所へ巡回している。1人10冊まで、貸出期間は約1カ月（次回巡回日）まで貸出可能となっている。
館外貸出
図書：1人10冊まで2週間、グループ・団体には団体貸出（50冊まで1カ月）
AV資料：
開館時間
9時30分 - 18時00分（貸出受付は17時45分まで）
休館日
毎週月曜日、月末日（土、日曜日を除く）、祝日の翌日、特別整理休館日（年1回、3～14日程度）
年末年始（12月29日から1月3日まで）

### 立地
JR赤穂線の西片上駅より徒歩5分の場所にある市立中央公民館(市民センター)内3階に位置し、周辺には備前市役所などの公的機関がある。
高速道の場合は山陽自動車道備前インターより10分。
一般道の場合は国道2号線伊部交差点より10分。
市営バスでは日生線、三石線、東鶴山線、吉永線、寒河蕃山伊里線の「市民センター」バス停下車すぐとアクセスも比較的良い。
館内には料金無料の、100台分の駐車場があるため、自動車での来館も多い。